# Xavier Samuel
Xavier Samuel (Hamilton, Victoria, 10 december 1983) is een Australische acteur. In The Twilight Saga: Eclipse speelt hij Riley, de vampierleider die Bella wil vermoorden.

## Biografie
Samuel studeerde aan het Rostrevor College in 2001. In zijn laatste jaar nam hij ook toneelles aan het Christian Brothers College. In datzelfde jaar acteerde hij in zijn eerste toneelstukken. In 2005 studeerde hij toneel aan de Flinders University, waar hij les kreeg van Julie Holledge. Op deze universiteit speelde hij verschillende toneelstukken. In 2003 maakte hij zijn tv-debuut in een kleine bijrol als Jason in de tv-serie McLeod's Daughters. Zijn eerste filmrol was in 2:37, waarin hij Theo speelde. Samuel is broer van acteur Benedict. 

## Carrière

### Theater
- Two Weeks with the Queen (2006) als Colin
- Osama the Hero (2006)
- Mercury Fur (2007)

### Televisieserie
- McLeod's Daughters (2003) als Jason

### Film
- 2:37 (2006) als Theo
- Angela's Decision (2006) als Will Turner
- September (2007) als Ed Anderson
- Newcastle (2008) als Fergus
- Dream Life (2008) als Boyd (Televisiefilm)
- The Loved Ones (2009) als Brent ||
- Road Train (2009) als Marcus
- The Twilight Saga: Eclipse (2010) als Riley
- A Few Best Man (2012) als David
- Bait als Josh
- Two Mothers (2013) als Ian
- Plush (2013) als Enzo
- Love and Friendship (2016) als Reginald DeCourcy
- Elvis (2022) als Scotty Moore

- Biblioteca Nacional de España: XX5222278
- Bibliothèque nationale de France: cb16556995b (data)
- Gemeinsame Normdatei: 1062248481
- International Standard Name Identifier: 0000 0003 5983 8580
- Library of Congress Control Number: no2010200924
- Nationale Bibliotheek van Tsjechië: xx0154433
- Système universitaire de documentation: 172157722
- Virtual International Authority File: 222793983
- WorldCat: E39PBJvt83BtVtqtc83pM4tBT3